# Goat (The Jesus Lizard)
| Recensione | Giudizio       |
| ---------- | -------------- |
| Ondarock   | Pietra miliare |
| AllMusic   |                |
| Pitchfork  |                |

Goat è il secondo album discografico in studio del gruppo noise rock The Jesus Lizard, pubblicato nel 1991 dall'etichetta Touch and Go Records.

## Il disco
L'album è considerato da più fonti il capolavoro dei Jesus Lizard, essendo stato definito da una parte della critica come uno degli album fondamentali degli anni novanta. L'album è stato prodotto da Steve Albini. Il disco si è classificato alla posizione numero 38 nella lista dei migliori album degli anni novanta redatta dalla rivista on line Pitchfork.

### Descrizione dei brani
L'album, il secondo pubblicato dal gruppo, è formato da nove brani costituiti da diverse influenze musicali ma dal suono complessivamente omogeneo: soprattutto si tratta di blues elettrici distorti, composti da batteria martellante, un basso potente e il canto "urlato" di Yow. La prima traccia è Then Comes Dudley (in italiano traducibile con un enigmatico "Poi arriva Dudley"), che inizia con un'inquietante chitarra in crescendo e un basso pulsante per narrare una storia di violenza irrazionale. Segue Mouth Breather, con un particolare riff sghembo in 6/4 che sembra fermarsi per poi riprendere in 3/4. Terzo brano è Nub, una miscela di batteria veloce, chitarre slide distorte e basso più potente che mai. Seasick riecheggia la paura di morire annegati; mentre Yow con la sua interpretazione cerca di trasmettere la sensazione oppressiva di essere vittima di una fobia così irrazionale ed incontrollata. Monkey Trick, è un brano dal forte impianto cinematografico, pieno di scariche di rumore, melodie stridule ed urla lancinanti. Karpis è un country-rock nevrotico che racconta una squallida storia di carcerati; in South Mouth sembra di sentire influenze di Black Flag e Butthole Surfers; Lady Shoes è invece impregnata di quelle atmosfere horror tipiche della provincia americana (alla Non aprite quella porta per intenderci). L'album si conclude con Rodeo In Joliet, il brano più lungo del disco, lento e ripetitivo nel suo incedere pesante. Il cantato di quest'ultima traccia è praticamente un ululato sgraziato e disperato che termina l'album con una nota di desolazione.

### Copertina
La copertina, opera del bassista del gruppo David Wm. Sims, a prima vista può sembrare una fiamma, ma è in realtà una ragazza in topless con delle immagini ingrandite di chiodi proiettate sul corpo. Il retro dell'album, e diverse altre immagini incluse nel booklet del CD, ritraggono la stessa donna nuda, con immagini differenti proiettate sul corpo.

## Tracce
- Tutti i brani sono opera dei The Jesus Lizard, eccetto dove indicato.

1. Then Comes Dudley - 4:23
2. Mouth Breather - 2:16
3. Nub - 2:30
4. Seasick - 3:11
5. Monkey Trick - 4:18
6. Karpis - 3:10
7. South Mouth - 3:03
8. Lady Shoes - 2:41
9. Rodeo in Joliet - 4:49

### Bonus Tracks Deluxe Remastered Edition
1. [silenzio] - 0:09
2. Sunday You Need Love - 2:45
3. Pop Song - 2:15
4. Seasick (live) - 3:05
5. Lady Shoes (live) - 2:37
6. Monkey Trick (live) - 4:32

## Formazione
- David Yow – voce
- Duane Denison – chitarra
- David Wm. Sims – basso
- Mac McNeilly – batteria